# Welfare mix
Der Begriff welfare mix  bezeichnet ein analytisches Konzept der sozialwissenschaftlichen Wohlfahrtsstaatsforschung, das sich mit der Erbringung, Organisation und Regulierung von Wohlfahrtsgütern und -leistungen befasst. Er wird seit den 1980er Jahren in der internationalen vergleichenden Forschung zu Sozialstaat und Wohlfahrtsstaat verwendet und fand Eingang in Fachdiskussionen, etwa zu Bürgerschaftlichem Engagement und Pflegepolitik.
Grundlage ist der Ansatz einer gemischten Wohlfahrtsproduktion, der aus einer Kritik an einseitig auf staatliche Wohlfahrtspolitik bezogenen Sicht entstand. Neben den Sektoren Staat und Markt werden Familie/Gemeinschaft und
Zivilgesellschaft als wohlfahrtsschaffende Sektoren betrachtet. Im Mittelpunkt stehen die jeweils spezifischen Beiträge der einzelnen gesellschaftlichen Sektoren, Institutionen und Akteursgruppen, sowie deren Zusammenwirken und Governance.

## Ähnliche Begriffe
Neben „welfare mix“ werden verschiedene weitere Begriffe verwendet:
- In der Pflege ist von einem „Pflege-Mix“ die Rede, der beispielsweise Angehörige, Freunde, Nachbarn, Pflege-Organisationen, Professionelle und Freiwillige einbezieht.
- „Mixed economy of welfare“ und „gemischte Wohlfahrtsproduktion“ verweisen auf die ökonomischen Bezüge in der Erbringung und Finanzierung.
- Stärker auf demokratie- und partizipationstheoretische Aspekte verweist der Begriff „Wohlfahrtspluralismus“. Hier steht der  Pluralismus der Organisationsformen im Vordergrund, insbesondere deren gesellschaftliche Einbettung. Betrachtet werden z. B. Themen wie bürgerschaftliches Engagement und Partizipation, die Bedeutung von Koproduktion und die Rolle von Wohlfahrtsorganisationen.

## Entstehungskontext
Konzepte gemischter Wohlfahrtsproduktion werden in den Sozialwissenschaften seit etwa den 1970er Jahren angewendet. Sie sind verortet in wissenschaftlichen Diskussionen um Wohlfahrt, Sozialstaat, Sozialpolitik und Gemeinwohl. Diese sind häufig von Dualismen wie „Staat-Markt“ oder „öffentlich-privat“ geprägt (vgl. Staatsversagen und Marktversagen).
Die Perspektive des „welfare mix“ bezieht explizit informelle Bereiche – wie Haushalte, Familien, Nachbarschaften, freiwilliges Engagement – ein.
Mit dem Einbezug von Familie/Gemeinschaft als eigenständigem Sektor der Wohlfahrtsproduktion wird diese Dichotomie aufgelöst. In der Weiterentwicklung wurde das Modell um einen weiteren Sektor ergänzt: Mit der Betrachtung der formellen/organisierten Zivilgesellschaft und Non-Profit-Organisationen wird der besonderen Bedeutung von freiwilligen, nicht markt- oder staatsbezogenen Organisationen in der Erbringung und Gestaltung von Wohlfahrtsleistungen Rechnung getragen.

## Grundlagen
Konzepte gemischter Wohlfahrtsproduktion bezeichnen nicht historisch neue Phänomene, sondern eine neue Perspektive auf Gesellschaften und Staaten, deren Wohlfahrtsorganisation und Steuerung. Im Mittelpunkt stehen die jeweils spezifischen  Beiträge der einzelnen gesellschaftlichen Sektoren, Institutionen und Akteursgruppen, sowie deren Zusammenwirken und Governance. Dabei ist die Rolle des Dritten Sektors, das heißt der organisierten Zivilgesellschaft / des Nonprofit-Bereichs, von zentraler Bedeutung.
Das Konzept bietet einen analytischen Rahmen, der eine differenzierte Perspektive über die Dichotomien „Staat-Markt“ oder „Öffentlich-Privat“ hinaus ermöglicht. Dabei werden ökonomische, politische und gesellschaftliche Funktionen und Perspektiven in die Betrachtung einbezogen.
Konzepte gemischter Wohlfahrtsproduktion können sowohl in analytisch-deskriptiver wie auch  normativ-politischer Dimension  angewendet werden:
- analytisch und deskriptiv: z. B. in der Beschreibung nationaler, regionaler oder lokaler  welfare mixes, deren Ressourcen, Strukturen und Output/Wirkungen; in der Darstellung und Analyse des Zusammenwirkens verschiedener Handlungslogiken, Aushandlungsprozesse und deren Steuerung oder Governance
- normativ-politisch: normative Aussagen über die Steuerung und Gestaltung des Welfare Mix, die jeweiligen Beiträge der einzelnen Sektoren und deren konkretes Zusammenwirken, sowie erwünschte Formen von Kooperationen und Aushandlungsprozessen.

## Sektoren der Wohlfahrtsproduktion
Im Mittelpunkt des Konzepts steht die Differenzierung verschiedener gesellschaftlicher Sektoren und deren spezifische Beiträge zur Wohlfahrtsproduktion. Eine einfache Darstellung zeigt das sogenannte „Wohlfahrtsdreieck“
```
                                    Staat
                                    /   \
                               Markt – Gemeinschaft
```

Häufig wird ein erweitertes Vier-Sektoren-Modell verwendet: Neben Staat und Markt wird in der Betrachtung der Wohlfahrtsproduktion zwischen einem informellen Sektor (Familie, Nachbarschaften) und dem formal organisierten Sektor der Zivilgesellschaft unterschieden. Evers/Olk arbeiteten 1996 auf Grundlage früherer Ansätze verschiedene wesentliche Merkmale der einzelnen Sektoren heraus:
| Institution                                  | Markt                                                       | Staat | Gemeinschaft                                                                                             | Zivilgesellschaft |
| -------------------------------------------- | ----------------------------------------------------------- | --- | --- | --- |
| Sektor der Wohlfahrtsproduktion              | Markt-Sektor                                                | Staats-Sektor | informeller Sektor/Sektor der Haushaltsproduktion                                                        | Nonprofit-Sektor/intermediärer Bereich |
| Prinzip der Handlungskoordination            | Wettbewerb                                                  | Hierarchie | Persönliche Verpflichtung                                                                                | Freiwilligkeit |
| Zentraler kollektiver Akteur (Angebotsseite) | Unternehmen                                                 | Öffentliche Verwaltungen                                                                                                   | Familien (Nachbarschaften, erweiterte Verwandtschaftsnetze, Betriebskollegien, Freundschaftsbeziehungen) | Assoziationen |
| Komplementärrolle auf der Nachfrageseite     | Konsument, Kunde                                            | Sozialbürger | Mitglied der Gemeinschaft (z. B. Familie, Nation)                                                        | Mitglied der Assoziation/ Mitbürger |
| Zugangsregel                                 | Zahlungsfähigkeit                                           | Legal verbürgte Anspruchsrechte                                                                                            | Askription/Kooptation                                                                                    | Bedürftigkeit |
| Austauschmedium                              | Geld                                                        | Recht | Wertschätzung / Achtung                                                                                  | Argumente/Kommunikation |
| Zentraler Bezugswert                         | (Wahl-)Freiheit                                             | Gleichheit | Reziprozität / Altruismus                                                                                | Solidarität |
| Gütekriterium                                | Wohlstand                                                   | Sicherheit | Persönliche Teilhabe                                                                                     | Soziale und politische Aktivierung |
| Zentrales Defizit                            | Ungleichheit, Negierung nicht monetarisierbarer Folgelasten | Vernachlässigung von Minderheitsbedürfnissen, Einschränkung von Dispositionsfreiheiten, Entmutigung von Selbsthilfemotiven | Einschränkung der Wahlfreiheit durch moralische Verpflichtung, Ausschluss von Nichtmitgliedern           | Ungleiche Verteilung der Leistungen und Güter, Professionalisierungsdefizite, reduzierte Effektivität der Management- und Organisationsstrukturen |

Auf Grundlage dieser idealtypischen Unterscheidung richtet sich das Augenmerk in der Forschung vor allem auf das Zusammenwirken dieser Institutionen und Handlungslogiken. Es geht dabei um die Beschreibung und Erklärung der Interdependenzen und „mixes“ der Wohlfahrtsproduktion. Diese können  in verschiedenen Maßstabsebenen untersucht werden:
- nationale, wohlfahrtsstaatliche Arrangements
- regionale/lokale Ausgestaltungsprozesse
- einzelne Organisationen, z. B. soziale Dienstleistungsorganisationen als „hybride Organisationen“
- auf Ebene individueller/persönlicher Arrangements, z. B. der „Pflegemix“ in der kombinierten Versorgung durch professionelle und unbezahlte Pflegearbeit.

## Forschungsfelder und Anwendungsbereiche
- Wohlfahrtsstaat und Sozialpolitik
- Partizipation und Engagement, Zivilgesellschaft, Dritter Sektor
- Pflege
- Geographie: In der englischsprachigen Geographie nehmen verschiedene Autoren Bezug auf Ansätze des welfare mix. Diese arbeiten mehrheitlich zu sozialgeographischen Themen im Bereich geography of care/health und des voluntary sectors.